# World Cup 1981 (Tischtennis)
| 1980 ← World Cup → 1982 | 1980 ← World Cup → 1982            |
| ----------------------- | ---------------------------------- |
|                         | Männer                             |
| Datum                   | 30.7.–2.8.                         |
| Ort                     | Kuala Lumpur                       |
| Auflage                 | 2                                  |
| Sieger                  | Tibor Klampár Xie Saike Guo Yuehua |

Der Tischtennis-World Cup 1981 fand in seiner 2. Austragung vom 30. Juli bis 2. August im malayischen Kuala Lumpur statt. Es gab nur einen Wettbewerb für Männer. Gold ging an Tibor Klampár aus Ungarn.

## Modus
An dem Wettbewerb nahmen 16 Sportler teil, die auf vier Gruppen mit je vier Sportlern aufgeteilt wurden. Die Gruppenersten und -zweiten rückten in die im K.o.-Modus ausgetragene Hauptrunde vor. Die Halbfinal-Verlierer trugen ein Spiel um Platz 3 aus, die Viertelfinalverlierer spielten um die Plätze 5–8, die Gruppendritten um die Plätze 9–12 und die Gruppenletzten um die Plätze 13–16. Gespielt wurde mit zwei Gewinnsätzen, in den Halbfinals und im Finale mit drei Gewinnsätzen.

## Teilnehmer
| Platz | Name             | TN |
| ----- | ---------------- | -- |
| 1     | Tibor Klampár    | 2  |
| 2     | Xie Saike        | 1  |
| 3     | Guo Yuehua       | 2  |
| 4     | Shi Zhihao       | 1  |
| 5     | Milan Orlowski   | 2  |
| 6     | Andrzej Grubba   | 1  |
| 7     | Seiji Ono        | 2  |
| 8     | István Jónyer    | 1  |
| 9     | Park Lee-hee     | 1  |
| 10    | Zoran Kosanović  | 1  |
| 11    | Mikael Appelgren | 1  |
| 12    | Aristides Franca | 1  |
| 13    | Sunday Eboh      | 1  |
| 14    | Kimeda Yoshitaka | 1  |
| 15    | Paul Pinkewich   | 2  |
| 16    | Tay Kee          | 1  |

## Gruppenphase

### Gruppe 1
|                  | Ergebnis |                  |
| ---------------- | -------- | ---------------- |
| Andrzej Grubba   | 2:1      | Guo Yuehua       |
| Andrzej Grubba   | 2:1      | Mikael Appelgren |
| Andrzej Grubba   | 2:0      | Paul Pinkewich   |
| Guo Yuehua       | 2:0      | Mikael Appelgren |
| Guo Yuehua       | 2:0      | Paul Pinkewich   |
| Mikael Appelgren | 2:0      | Paul Pinkewich   |

| Platz | Spieler          | Spiele | Sätze | Punkte |
| ----- | ---------------- | ------ | ----- | ------ |
| 1     | Andrzej Grubba   | 3      | 6:2   | 6      |
| 2     | Guo Yuehua       | 3      | 5:2   | 5      |
| 3     | Mikael Appelgren | 3      | 3:4   | 4      |
| 4     | Paul Pinkewich   | 3      | 0:6   | 3      |

### Gruppe 2
|                | Ergebnis |                |
| -------------- | -------- | -------------- |
| Tibor Klampár  | 2:0      | Milan Orlowski |
| Tibor Klampár  | 2:0      | Park Lee-hee   |
| Tibor Klampár  | 2:0      | Sunday Eboh    |
| Milan Orlowski | 2:0      | Park Lee-hee   |
| Milan Orlowski | 2:0      | Sunday Eboh    |
| Park Lee-hee   | 2:0      | Sunday Eboh    |

| Platz | Spieler        | Spiele | Sätze | Punkte |
| ----- | -------------- | ------ | ----- | ------ |
| 1     | Tibor Klampár  | 3      | 6:0   | 6      |
| 2     | Milan Orlowski | 3      | 4:2   | 5      |
| 3     | Park Lee-hee   | 3      | 2:4   | 4      |
| 4     | Sunday Eboh    | 3      | 0:6   | 3      |

### Gruppe 3
|                  | Ergebnis |                  |
| ---------------- | -------- | ---------------- |
| Xie Saike        | 2:0      | István Jónyer    |
| Xie Saike        | 2:0      | Aristides Franca |
| Xie Saike        | 2:1      | Kimeda Yoshitaka |
| István Jónyer    | 2:0      | Aristides Franca |
| István Jónyer    | 1:2      | Kimeda Yoshitaka |
| Aristides Franca | 2:0      | Kimeda Yoshitaka |

| Platz | Spieler          | Spiele | Sätze | Punkte |
| ----- | ---------------- | ------ | ----- | ------ |
| 1     | Xie Saike        | 3      | 6:1   | 6      |
| 2     | István Jónyer    | 3      | 3:4   | 4      |
| 3     | Aristides Franca | 3      | 2:4   | 4      |
| 4     | Kimeda Yoshitaka | 3      | 3:5   | 4      |

### Gruppe 4
|                 | Ergebnis |                 |
| --------------- | -------- | --------------- |
| Shi Zhihao      | 2:1      | Seiji Ono       |
| Shi Zhihao      | 2:0      | Zoran Kosanović |
| Shi Zhihao      | 2:0      | Tay Kee         |
| Seiji Ono       | 2:0      | Zoran Kosanović |
| Seiji Ono       | 2:0      | Tay Kee         |
| Zoran Kosanović | 2:0      | Tay Kee         |

| Platz | Spieler         | Spiele | Sätze | Punkte |
| ----- | --------------- | ------ | ----- | ------ |
| 1     | Shi Zhihao      | 3      | 6:1   | 6      |
| 2     | Seiji Ono       | 3      | 5:2   | 5      |
| 3     | Zoran Kosanović | 3      | 2:4   | 4      |
| 4     | Tay Kee         | 3      | 0:6   | 3      |

## Hauptrunde
|  | Viertelfinale  | Viertelfinale |               |            | Halbfinale       | Halbfinale |  |  | Finale | Finale |
|  |                |               |               |            |                  |            |  |  |        |        |
|  |                |               |               |            |                  |            |  |  |        |        |
|  | Shi Zhihao     | 2             |               |            |                  |            |  |  |        |        |
|  | Shi Zhihao     | 2             |               |            |                  |            |  |  |        |        |
|  | Seiji Ono      | 1             |               |            |                  |            |  |  |        |        |
|  | Seiji Ono      | 1             | Shi Zhihao    | 1          |                  |            |  |  |        |        |
|  |                |               | Shi Zhihao    | 1          |                  |            |  |  |        |        |
|  |                | Tibor Klampár | 3             |            |                  |            |  |  |        |        |
|  | Milan Orlowski | Tibor Klampár | 3             | 0          |                  |            |  |  |        |        |
|  | Milan Orlowski |               |               | 0          |                  |            |  |  |        |        |
|  | Tibor Klampár  | 2             |               |            |                  |            |  |  |        |        |
|  |                |               | Tibor Klampár | 3          |                  |            |  |  |        |        |
|  |                |               |               | Xie Saike  | 2                |            |  |  |        |        |
|  | Guo Yuehua     | 2             |               |            |                  |            |  |  |        |        |
|  | Andrzej Grubba | 1             |               |            |                  |            |  |  |        |        |
|  | Andrzej Grubba | 1             | Guo Yuehua    | 2          |                  |            |  |  |        |        |
|  |                |               | Guo Yuehua    | 2          | Spiel um Platz 3 |            |  |  |        |        |
|  |                | Xie Saike     | 3             |            |                  |            |  |  |        |        |
|  | István Jónyer  | Xie Saike     | 3             | 0          | Shi Zhihao       | 1          |  |  |        |        |
|  | István Jónyer  |               |               | 0          | Shi Zhihao       | 1          |  |  |        |        |
|  | Xie Saike      | 2             |               | Guo Yuehua | 2                |            |  |  |        |        |
|  | Xie Saike      | 2             |               |            | 2                |            |  |  |        |        |
|  |                |               |               |            |                  |            |  |  |        |        |

## Platzierungsspiele
| um Platz | Spieler 1        | Ergebnis | Spieler 2        | um Platz | Spieler 1        | Ergebnis | Spieler 2        |
| -------- | ---------------- | -------- | ---------------- | -------- | ---------------- | -------- | ---------------- |
| 5–6      | Milan Orlowski   | 2:0      | Seiji Ono        | 5        | Milan Orlowski   | 2:0      | Andrzej Grubba   |
| 5–6      | Andrzej Grubba   | 2:0      | István Jónyer    | 7        | Seiji Ono        | 2:1      | István Jónyer    |
| 9–10     | Park Lee-hee     | 2:0      | Mikael Appelgren | 9        | Park Lee-hee     | 2:0      | Zoran Kosanović  |
| 9–10     | Zoran Kosanović  | 2:0      | Aristides Franca | 11       | Mikael Appelgren | 2:1      | Aristides Franca |
| 13–14    | Sunday Eboh      | 2:0      | Paul Pinkewich   | 13       | Sunday Eboh      | 2:1      | Kimeda Yoshitaka |
| 13–14    | Kimeda Yoshitaka | 2:0      | Tay Kee          | 15       | Paul Pinkewich   | 2:0      | Tay Kee          |